# 사우이스트 DX7
사우이스트 DX7(영어: Soueast DX7)은 중국의 자동차 제조업체인 사우이스트에서 2015년부터 2023년까지 생산했던 중형 크로스오버이다. 이 모델은 2015년에 DX7 볼랑으로 처음 출시되었으며, 2018년에 DX7 프라임이라는 이름으로 더 높은 가격에 판매되는 페이스리프트 버전을 선보였고, 2020년에는 섀시와 성능을 재작업한 DX7 싱유에라는 이름으로 또 다른 대규모 페이스리프트 버전을 선보였다.

## DX7 볼랑
사우이스트 DX7 볼랑은 2014년 베이징 모터쇼에서 공개된 사우이스트 R7 콘셉트로 미리 선보였으며, DX7 크로스오버의 생산 버전은 2014년 11월 광저우 모터쇼에서 공개되었고 2015년 1분기에 공식 시장에 출시되었다.
사우이스트 DX7에는 미쓰비시에서 공급받은 두 가지 직렬 4기통 가솔린 엔진이 제공되는데, 154마력 및 210Nm을 생산하는 1.5리터 터보 엔진과 190마력 및 250Nm을 생산하는 2.0리터 터보 엔진이 있으며, 두 엔진 모두 6단 수동 변속기 또는 6단 자동 변속기와 결합된다.
가격은 120,000위안에서 160,000위안 사이다.

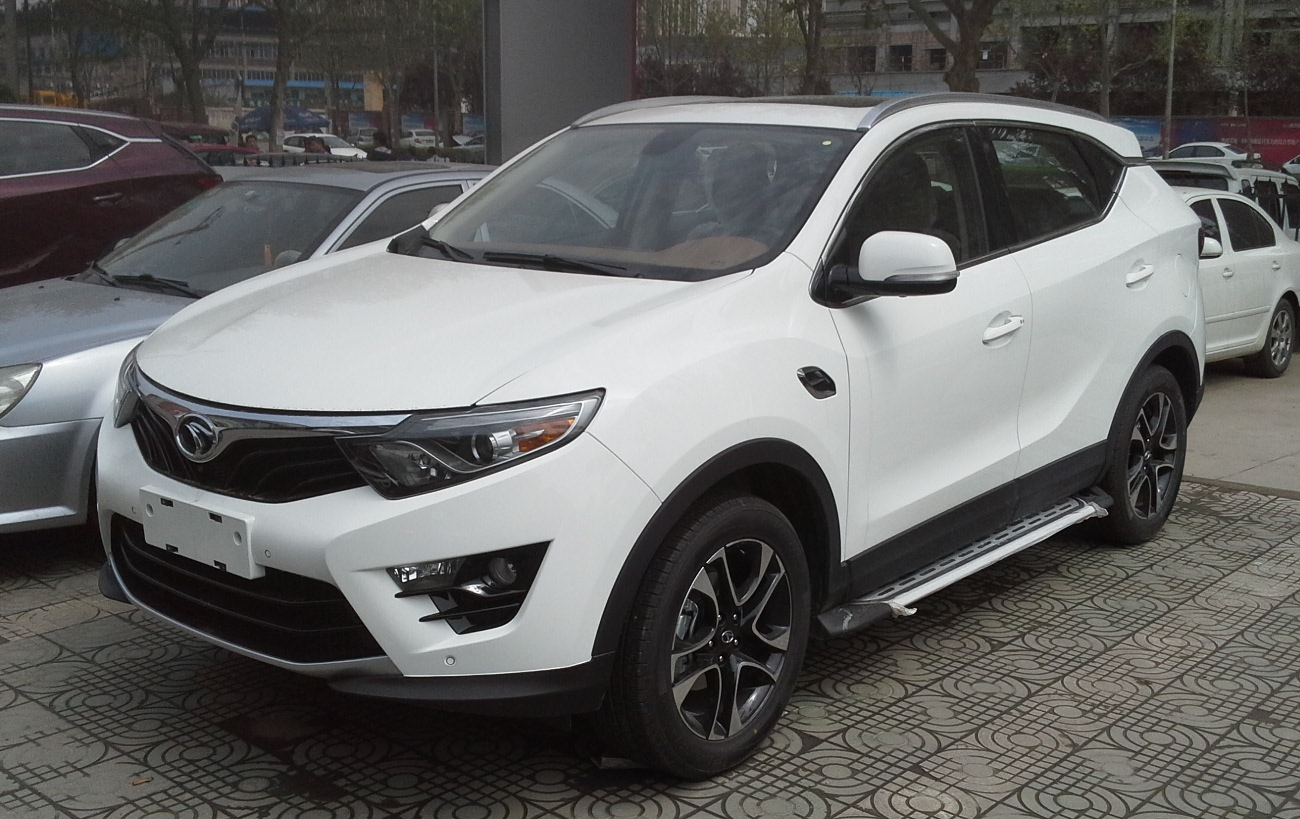
사우이스트 DX7 볼랑
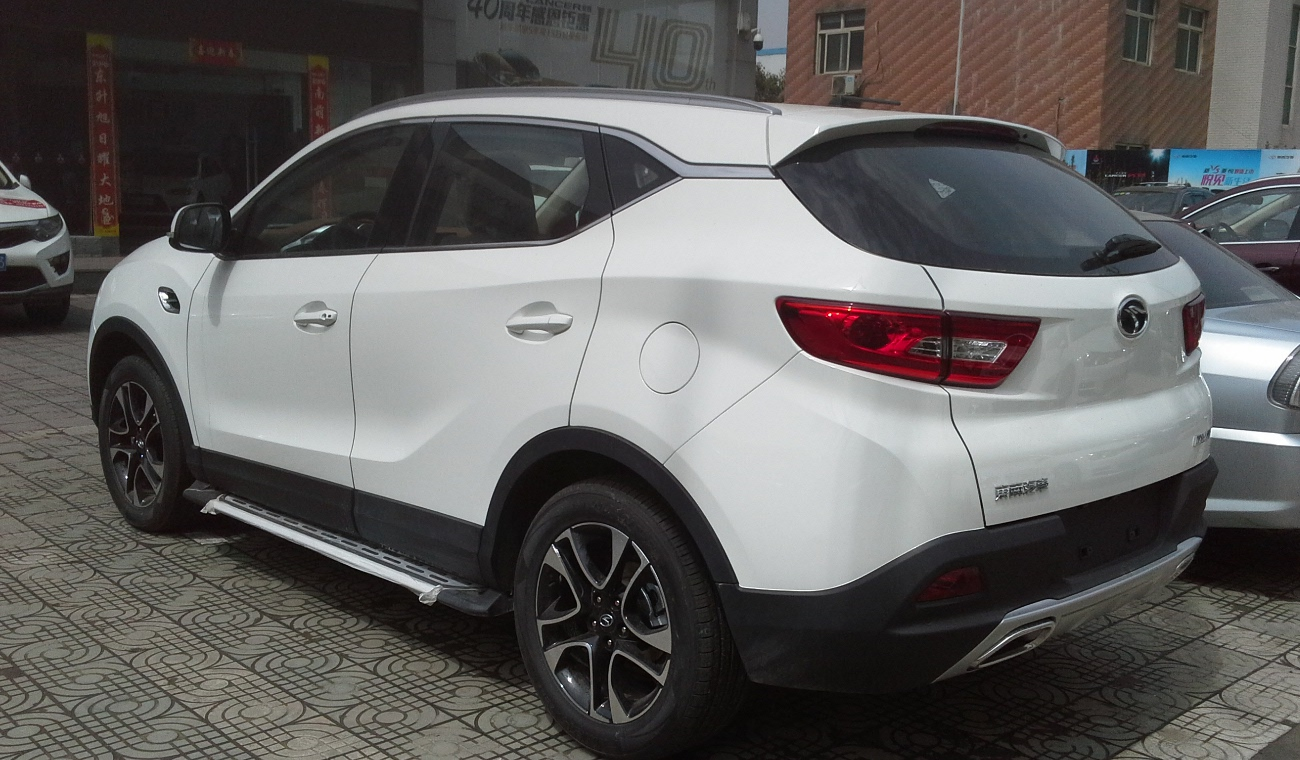
후면

## DX7 프라임 (2018년 페이스리프트)
스포티한 DX7 프라임 트림은 2018년에 미묘하게 수정된 전후면 스타일링, 인테리어 업그레이드 및 DCT와 함께 나중에 도입되었다.

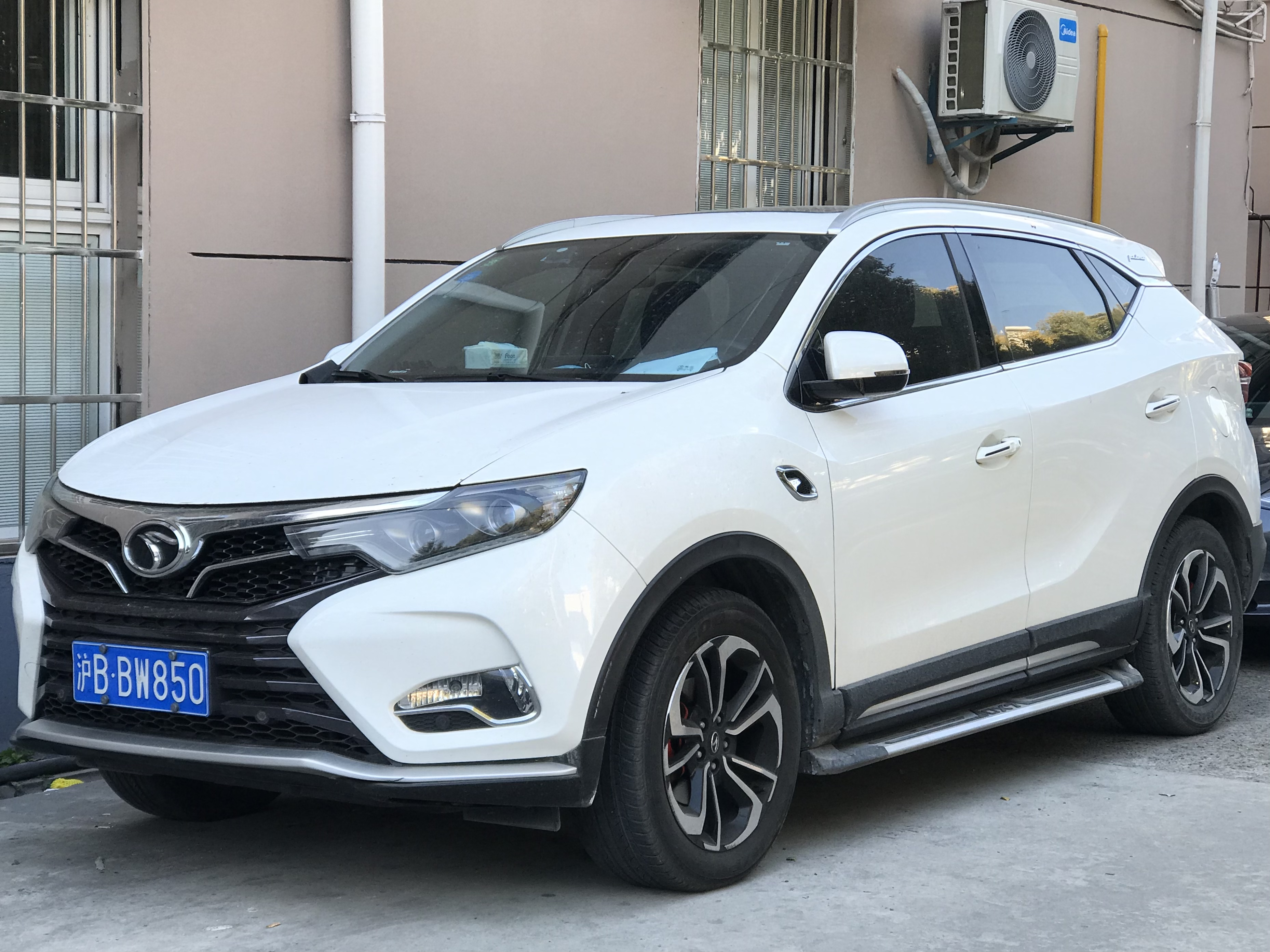
사우이스트 DX7 프라임 (2018년 페이스리프트)
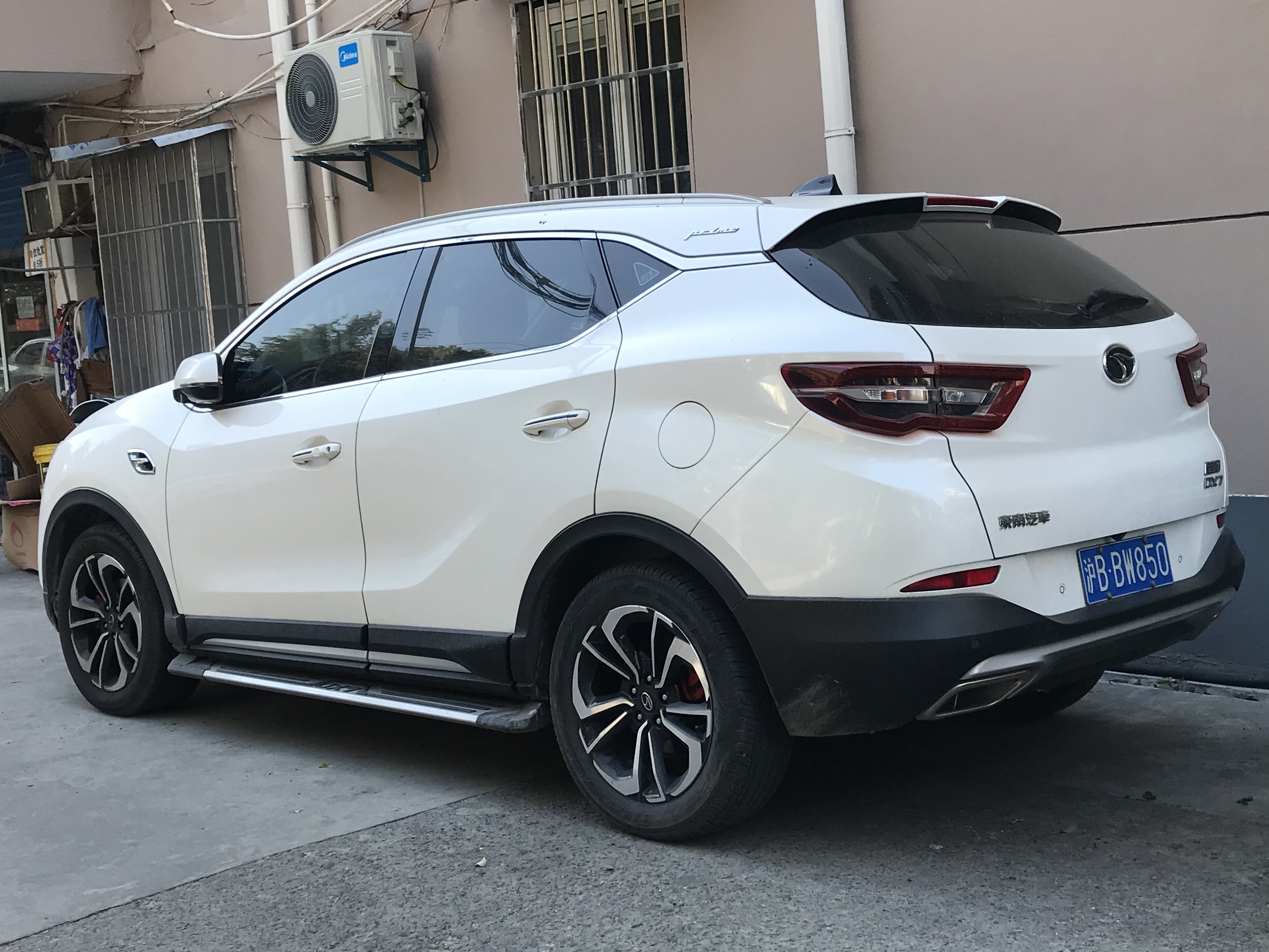
후면

## DX7 싱유에 (2020년 페이스리프트)
DX7 싱유에는 2020년에 출시된 DX7의 대폭 업데이트된 버전이다. DX7 싱유에는 4A95TD라는 코드로 지정된 176마력 및 259Nm을 생산하는 1.5리터 터보 엔진이 장착되어 있다. DX7 싱유에의 변속기는 게트라그 7단 듀얼 클러치 변속기이다. 맥퍼슨 및 멀티링크 서스펜션 시스템을 특징으로 하는 DX7 싱유에의 섀시는 재조정되었으며, 추가적으로 차선 유지, 자동 제동 및 자동 주차가 가능한 레벨 2 반자율 주행을 위한 어댑티브 크루즈 컨트롤이 추가되었다.

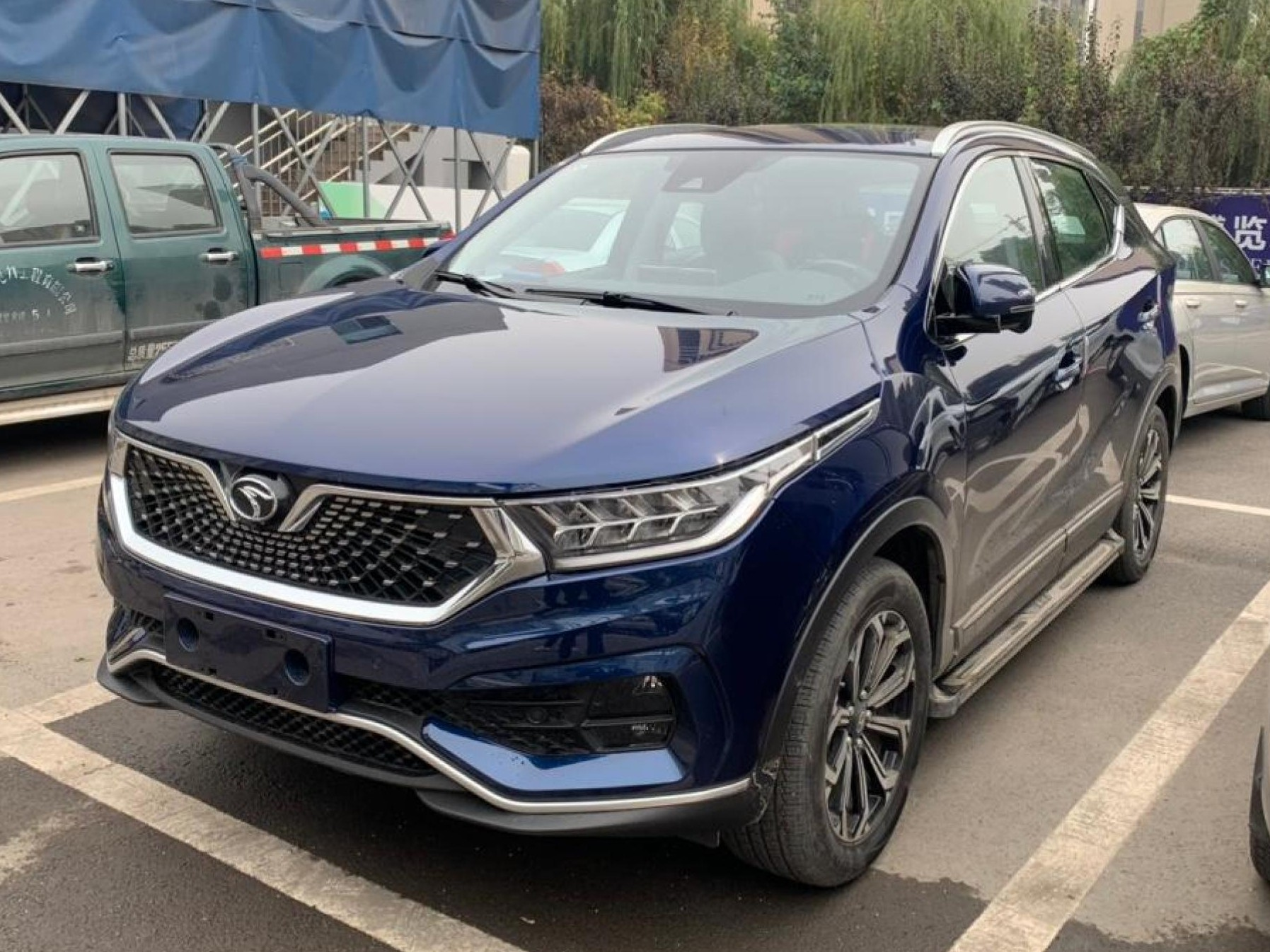
사우이스트 DX7 싱유에
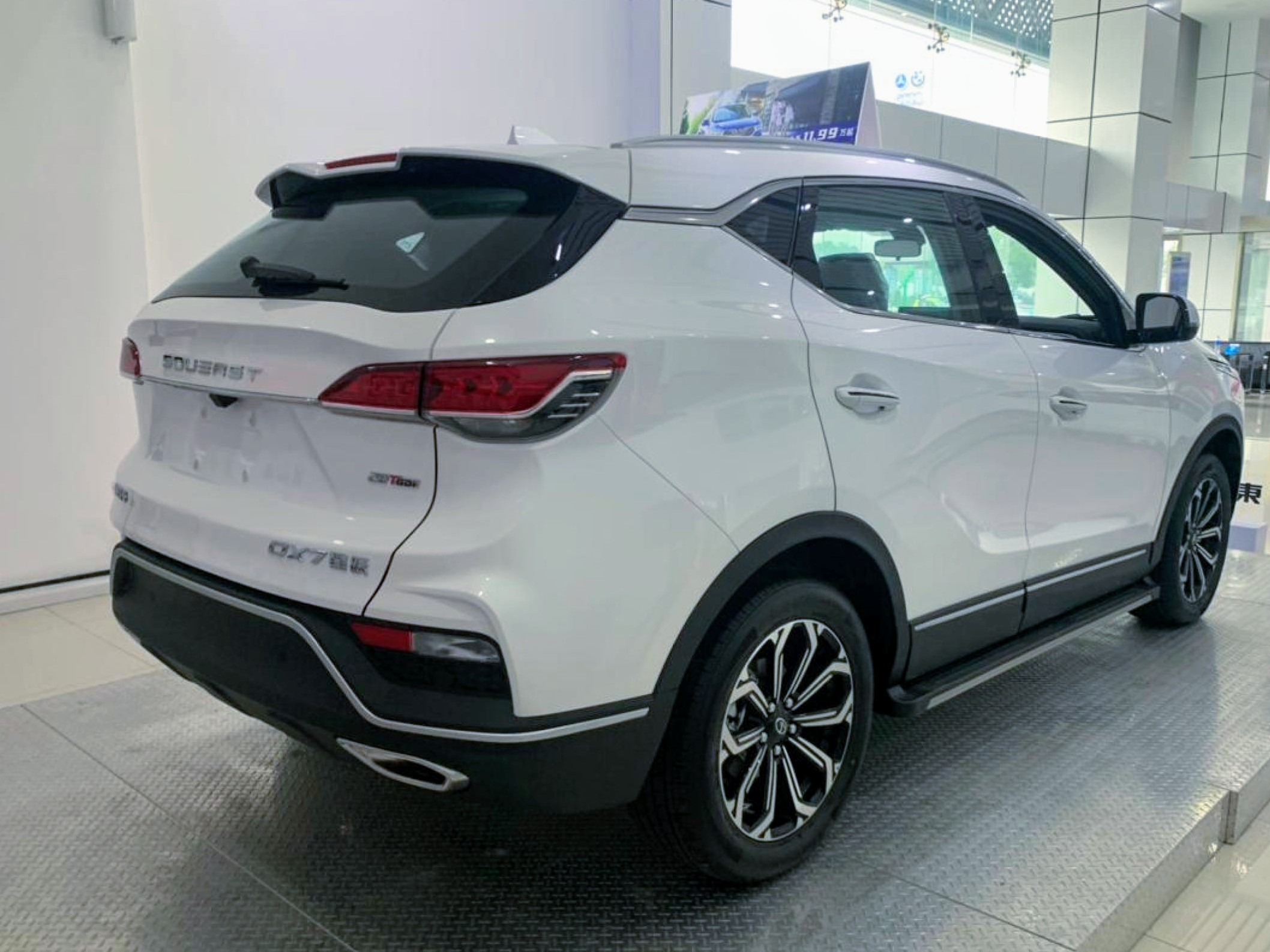
후면